# 越南國家男子排球隊
越南國家男子排球隊是越南男子排球的國家隊。

## 賽事成績
| 1975 | 沒有參加 | 沒有參加 | 沒有參加 | 沒有參加 |
| 1979 | 沒有參加 | 沒有參加 | 沒有參加 | 沒有參加 |
| 1983 | 沒有參加 |          |          |          |
| 1987 | 沒有參加 | 沒有參加 | 沒有參加 | 沒有參加 |
| 1989 | 沒有參加 | 沒有參加 | 沒有參加 | 沒有參加 |
| 1991 | 沒有參加 |          |          |          |
| 1993 | 沒有參加 | 沒有參加 | 沒有參加 | 沒有參加 |
| 1995 | 沒有參加 | 沒有參加 | 沒有參加 | 沒有參加 |
| 1997 | 沒有參加 | 沒有參加 | 沒有參加 | 沒有參加 |
| 1999 | 沒有參加 | 沒有參加 | 沒有參加 | 沒有參加 |
| 2001 | 沒有參加 | 沒有參加 | 沒有參加 | 沒有參加 |
| 2003 | 沒有參加 |          |          |          |
| 2005 | 第12名   |          |          |          |
| 2007 | 第15名   | 第15名   | 第15名   | 第15名   |
| 2009 | 第12名   | 第12名   | 第12名   | 第12名   |
| 2011 | 沒有參加 |          |          |          |
| 2017 | 第10名   | 第10名   | 第10名   | 第10名   |
| 總計 |          |          |          |          |

| 2003 | 第2名        |
| 2005 | 第3名        |
| 2007 | 第2名        |
| 2009 | 第4名        |
| 2011 | 第4名        |
| 總計 | 0金, 2銀,1銅 |